# Fu così che...
Fu così che... è un film del 1922 diretto da Toddi.